# Discographie de Free
Cet article présente la discographie du groupe de blues rock / hard rock anglais Free. Ce groupe a enregistré six albums studios, deux albums live, neuf compilations  et vingt singles.

## Présentation

### Les débuts
Le groupe se forma à Londres en 1968  avec Paul Rodgers au chant, au piano et à la guitare rythmique, Paul Kossoff à la guitare principale, Simon Kirke à la batterie et le jeune (quinze ans à cette époque) Andy Fraser à la basse et au piano. Le groupe signa avec le label Island Records et sorti son premier album, Tons of Sobs le 14 mars 1969. Ce dernier, fortement teinté de blues fera une courte apparition (deux semaines) dans le classement du Billboard 200 américain où il atteidra la 197e place le 13 septembre 1969. Free, suivra six mois plus tard en octobre de la même année, mais n'entra pas dans les classements musicaux, excepté en Australie (13e place). À partir de cet album, le groupe ajoutera à son blues, du rock ("The Hunter") et des ballades "musclées" ("Lying in the Sunshine").

### Le succès
Le troisième album studio, Fire and Water, qui sort en juin 1970 sera le plus grand succès du groupe. Il se classa à la 2e place des charts britanniques et à la 17e place du Billboard 200 aux États-Unis. "All Right Now", le single qui en est extrait, est la chanson la plus connue du groupe, elle atteindra la 2e place des charts britanniques et la 4e place du  Billboard Hot 100 américain. Elle aura aussi du succès dans d'autres pays européens notamment en France (4e et l'Allemagne 5e. Le groupe participera au Festival de l'île de Wight 1970 et sa performance (avec d'autres) sortira sous forme de double DVD en 2006. Highway, le quatrième album sortira en décembre 1970 mais ne connaitra pas le succès de son prédécesseur atteignant seulement la 41e place au Royaume-Uni. Après une tournée épuisante, le groupe se sépara une première fois en 1971, laissant comme testament, l'album enregistré en public Free Live! qui aura du succès en Grande-Bretagne (4e place des charts).

### Reformation du groupe en 1972 et séparation définitive
Pendant la courte séparation, Paul Rodgers fonda le trio Peace, Andy Fraser créa Toby tandis que Kossof et Kirke s'unissent avec Tetsu Yamauchi (basse) et John "Rabbit" Bundrick (claviers) pour former Kossoff Kirke Tetsu Rabbit et enregistrer l'album éponyme qui sortira en 1972. Aucun des projets n'aura de succès, et Free se reforma en 1972 et enregistra l'album Free at Last qui se classa à la 9e place des charts britanniques. Peu de temps après sa sortie, Andy Fraser quitta définitivement le groupe et Paul Kossoff s'enfonça un peu plus dans ses problèmes de drogues. Le dernier album du groupe, Heartbreaker sera enregistré avec l'aide de John Bundrick et Tetsu Yamauchi et sortira en janvier 1973.

## Membres du groupe
| Album          | Année | Chant, guitare, claviers | Guitare      | Basse          | Batterie    | Claviers                   |
| -------------- | ----- | ------------------------ | ------------ | -------------- | ----------- | -------------------------- |
| Tons of Sobs   | 1969  | Paul Rodgers             | Paul Kossoff | Andy Fraser    | Simon Kirke | Paul Rodgers & Andy Fraser |
| Free           | 1969  | Paul Rodgers             | Paul Kossoff | Andy Fraser    | Simon Kirke | Paul Rodgers & Andy Fraser |
| Fire and Water | 1970  | Paul Rodgers             | Paul Kossoff | Andy Fraser    | Simon Kirke | Paul Rodgers & Andy Fraser |
| Highway        | 1970  | Paul Rodgers             | Paul Kossoff | Andy Fraser    | Simon Kirke | Paul Rodgers & Andy Fraser |
| Free Live!     | 1971  | Paul Rodgers             | Paul Kossoff | Andy Fraser    | Simon Kirke | Paul Rodgers & Andy Fraser |
| Free at Last   | 1972  | Paul Rodgers             | Paul Kossoff | Andy Fraser    | Simon Kirke | Paul Rodgers & Andy Fraser |
| Heartbreaker   | 1973  | Paul Rodgers             | Paul Kossoff | Tetsu Yamauchi | Simon Kirke | John Bundrick              |

## Albums

### Albums studio
| Tons of Sobs - Sortie: 14 mars 1969 - Label: Island                            | —  | —  | —  | —  | —  | 197 |
| Free - Sortie: 1er octobre 1969 - Label: Island                                | —  | —  | 13 | —  | —  | —   |
| Fire and Water - Sortie: 26 juin 1970 - Label: Island                          | 2  | 30 | 14 | 34 | 19 | 17  |
| Highway - Sortie: 1er décembre 1970 - Label: Island                            | 41 | 43 | 9  | —  | —  | 190 |
| Free at Last - Sortie: 1er mai 1972 - Label: Island                            | 9  | —  | —  | —  | —  | —   |
| Heartbreaker - Sortie: 2 janvier 1973 - Label: Island                          | 9  | —  | 20 | 26 | —  | 47  |
| "—" indique que l'album n'entra pas dans les classements musicaux de ces pays. |    |    |    |    |    |     |

### Albums Live
| Album                                                                          | Charts | Charts | Charts | Charts |
| Album                                                                          | UK     | ALL    | AUS    | USA    |
| ------------------------------------------------------------------------------ | ------ | ------ | ------ | ------ |
| Free Live! - Sortie: 1er septembre 1971 - Label: Island                        | 4      | 45     | 12     | 89     |
| Free – Live at the BBC - Sortie: 1er avril 2006 - Label: Island                | —      | —      | —      | —      |
| "—" indique que l'album n'entra pas dans les classements musicaux de ces pays. |        |        |        |        |

### Principales compilations
| Best of Free - Sortie: 1972 - Label: A&M Records                               | —  | 120 | —      |
| The Free Story - Sortie: 31 décembre 1973 - Label: Island Records              | 2  | —   | Argent |
| Free & Easy, Rough & Ready - Sortie: 1976 - Label: Island                      | —  | —   | —      |
| Completely Free - Sortie: 1982 - Label: Island                                 | —  | —   | —      |
| The Best of Free: All Right Now - Sortie: 1er février 1991 - Label: Island     | 9  | —   | Argent |
| Molten Gold: The Anthology - Sortie: 5 octobre 1993 - Label: Island Chronicles | —  | —   | —      |
| All Right Now - Sortie: 1999 - Label: Spectrum Music                           | —  | —   | Or     |
| Songs of Yesterday - Sortie: 10 octobre 2000 - Label: Island                   | —  | —   | —      |
| Chronicles - The Very Best of - Sortie: 2006 - Label: UMG                      | 42 | —   | —      |
| The Very Best of Free and Bad Co - Sortie: 6 avril 2010 - Label: Rhino Records | 10 | —   | Or     |
| All Right Now - The Collection - Sortie: 2012 - Label: Spectrum Music          | —  | —   | Argent |
| "—" indique que l'album n'entra pas dans les classements musicaux de ces pays. |    |     |        |

## Singles
| Année                                                                            | Titre                                                          | Position dans les chartes | Position dans les chartes | Position dans les chartes | Position dans les chartes | Position dans les chartes | Position dans les chartes | Position dans les chartes | Position dans les chartes | Position dans les chartes | Position dans les chartes | Position dans les chartes | Position dans les chartes | Position dans les chartes | Album                           |
| Année                                                                            | Titre                                                          | UK                        | ALL                       | AUS                       | AUT                       | BEL (V)                   | BEL (W)                   | CAN                       | FRA                       | ITA                       | NOR                       | P-B                       | SUI                       | US hot 100                | Album                           |
| -------------------------------------------------------------------------------- | -------------------------------------------------------------- | ------------------------- | ------------------------- | ------------------------- | ------------------------- | ------------------------- | ------------------------- | ------------------------- | ------------------------- | ------------------------- | ------------------------- | ------------------------- | ------------------------- | ------------------------- | ------------------------------- |
| 1969                                                                             | "I'll Be Creeping" - Face B: "Sugar for Mr. Robinson"          | —                         | —                         | —                         | —                         | —                         | —                         | —                         | —                         | —                         | —                         | —                         | —                         | —                         | Free                            |
| 1969                                                                             | "Broad Delight" - Face B: "The Worm"                           | —                         | —                         | —                         | —                         | —                         | —                         | —                         | —                         | —                         | —                         | —                         | —                         | —                         | Free                            |
| 1970                                                                             | "Fire and Water" - Face B: "Oh I Wept"                         | —                         | —                         | —                         | —                         | —                         | —                         | —                         | —                         | —                         | —                         | —                         | —                         | —                         | Fire and Water                  |
| 1970                                                                             | "All Right Now" - Face B: "Mouthful Of Grass" - Or             | 2                         | 5                         | 55                        | 6                         | 10                        | 6                         | 4                         | 4                         | 56                        | 9                         | 8                         | 9                         | 4                         | Fire and Water                  |
| 1970                                                                             | "The Stealer" - - Face B: "Lying in the Sunshine"              | —                         | 37                        | —                         | 16                        | —                         | —                         | —                         | —                         | —                         | —                         | —                         | —                         | 49                        | Highway                         |
| 1970                                                                             | "Ride My Pony" - Face B: "On My Way" - Japon uniquement        | —                         | —                         | —                         | —                         | —                         | —                         | —                         | —                         | —                         | —                         | —                         | —                         | —                         | Highway                         |
| 1971                                                                             | "The Highway Song" - Face B: "Love You So"                     | —                         | —                         | —                         | —                         | —                         | —                         | —                         | —                         | —                         | —                         | —                         | —                         | —                         | Highway                         |
| 1971                                                                             | "I'll Be Creeping" - Face B: "Mr.Big" - États-Unis uniquement  | —                         | —                         | —                         | —                         | —                         | —                         | —                         | —                         | —                         | —                         | —                         | —                         | —                         | Free / Fire and Water           |
| 1971                                                                             | "My Brother Jake" - Face B: "Only My Soul"                     | 4                         | —                         | 32                        | —                         | —                         | —                         | —                         | —                         | —                         | —                         | —                         | —                         | —                         | Non-album Single                |
| 1972                                                                             | "Little Bit of Love" - Face B: Sail On"                        | 13                        | —                         | —                         | —                         | —                         | —                         | —                         | 69                        | —                         | —                         | —                         | —                         | —                         | Free at Last                    |
| 1972                                                                             | "Wishing Well" - Face B: "Let Me Show You"                     | 7                         | 47                        | —                         | —                         | —                         | —                         | —                         | —                         | —                         | —                         | —                         | —                         | —                         | Heartbreaker                    |
| 1973                                                                             | "Travelling In Style" - Face B: "Come Together In The Morning" | —                         | —                         | —                         | —                         | —                         | —                         | —                         | —                         | —                         | —                         | —                         | —                         | —                         | Heartbreaker                    |
| 1973                                                                             | "All Right Now" (1973) - Face B: "The Stealer"                 | 15                        | —                         | —                         | —                         | —                         | —                         | —                         | —                         | —                         | —                         | —                         | —                         | —                         | The Free Story                  |
| 1976                                                                             | "The Hunter" - Face B: "Worry"                                 | —                         | —                         | —                         | —                         | —                         | —                         | —                         | —                         | —                         | —                         | —                         | —                         | —                         | Free & Easy, Rough & Ready      |
| 1978                                                                             | "The Free EP"                                                  | 11                        | —                         | —                         | —                         | —                         | —                         | —                         | —                         | —                         | —                         | —                         | —                         | —                         | Non-album Single                |
| 1982                                                                             | "All Right Now" (1982)                                         | 57                        | —                         | —                         | —                         | —                         | —                         | —                         | —                         | —                         | —                         | —                         | —                         | —                         | Completely Free                 |
| 1985                                                                             | "Wishing Well" (1985) - Face B: "Woman" (live)                 | 96                        | —                         | —                         | —                         | —                         | —                         | —                         | —                         | —                         | —                         | —                         | —                         | —                         | Non-album Single                |
| 1991                                                                             | "My Brother Jake" - Face B: "Wishing Well" (remix)             | —                         | —                         | —                         | —                         | —                         | —                         | —                         | —                         | —                         | —                         | —                         | —                         | —                         | The Best of Free: All Right Now |
| 1991                                                                             | "All Right Now" (1991) - Face B: "I'm a Mover"                 | 8                         | —                         | —                         | 30                        | —                         | —                         | —                         | —                         | —                         | —                         | —                         | —                         | —                         | The Best of Free: All Right Now |
| "—" indique que le single n'entra pas dans les classements musicaux de ces pays. |                                                                |                           |                           |                           |                           |                           |                           |                           |                           |                           |                           |                           |                           |                           |                                 |